# Dar es Salaam
Dar es Salaam (iz arabske fraze دار السلام Dār as-Salām, dobesedno »zatočišče miru«), pogosto okrajšano Dar, je velemesto ob obali Indijskega oceana na vzhodu Tanzanije in s skoraj 4,5 milijona prebivalcev širšega mestnega območja največje mesto v državi, v katerem živi desetina Tanzanijcev.
Je administrativno, finančno, industrijsko in kulturno središče Tanzanije, ki je bilo do leta 1975 tudi glavno mesto države, dokler ni tega naziva prevzelo mesto Dodoma. Vendar pa načrti o selitvi zaradi finančnih težav vse do danes niso bili v celoti uresničeni, tako da izvršna oblast še vedno deluje v Dar es Salaamu. Pomembni gospodarski panogi sta trgovanje in pretovarjanje blaga med železnico proti notranjosti celine in mednarodnim pristaniščem, ima pa tudi rafinerijo nafte in tekstilno industrijo.
Dar es Salaam je zdaj eno najhitreje rastočih mest v Afriki (za Bamakom in Lagosom); prenaseljenost spremljajo tipične težave, kot so pomanjkanje stanovanj, nezadostna infrastruktura, onesnaženost, revščina in kriminal. Kljub temu je pomembno izhodišče za turiste, ki obiščejo Tanzanijo.

## Mednarodne povezave
Dar es Salaam ima uradne povezave (pobratena/sestrska mesta oz. mesta dvojčki) z naslednjimi mesti po svetu:
- Hamburg, Nemčija[6]
- Samsun, Turčija
- Jivu, Žeijang, Ljudska republika Kitajska